# Book of Longing
Pour les articles homonymes, voir Longing.
 (septembre 2023).
Motif : Qu'est-ce qui est le plus notoire : le recueil de poèmes ou la musique ?
Book of Longing est un recueil de poèmes et de dessins de Leonard Cohen écrit en 2006 et mis en musique par le compositeur de musique contemporaine Philip Glass en 2007. Il existe deux traductions du livre en français : l'une, québécoise, intitulée Livre du constant désir, sortie en mars 2007, et l'autre, française, intitulée Le Livre du Désir, parue en avril 2008.

## Le livre de Leonard Cohen

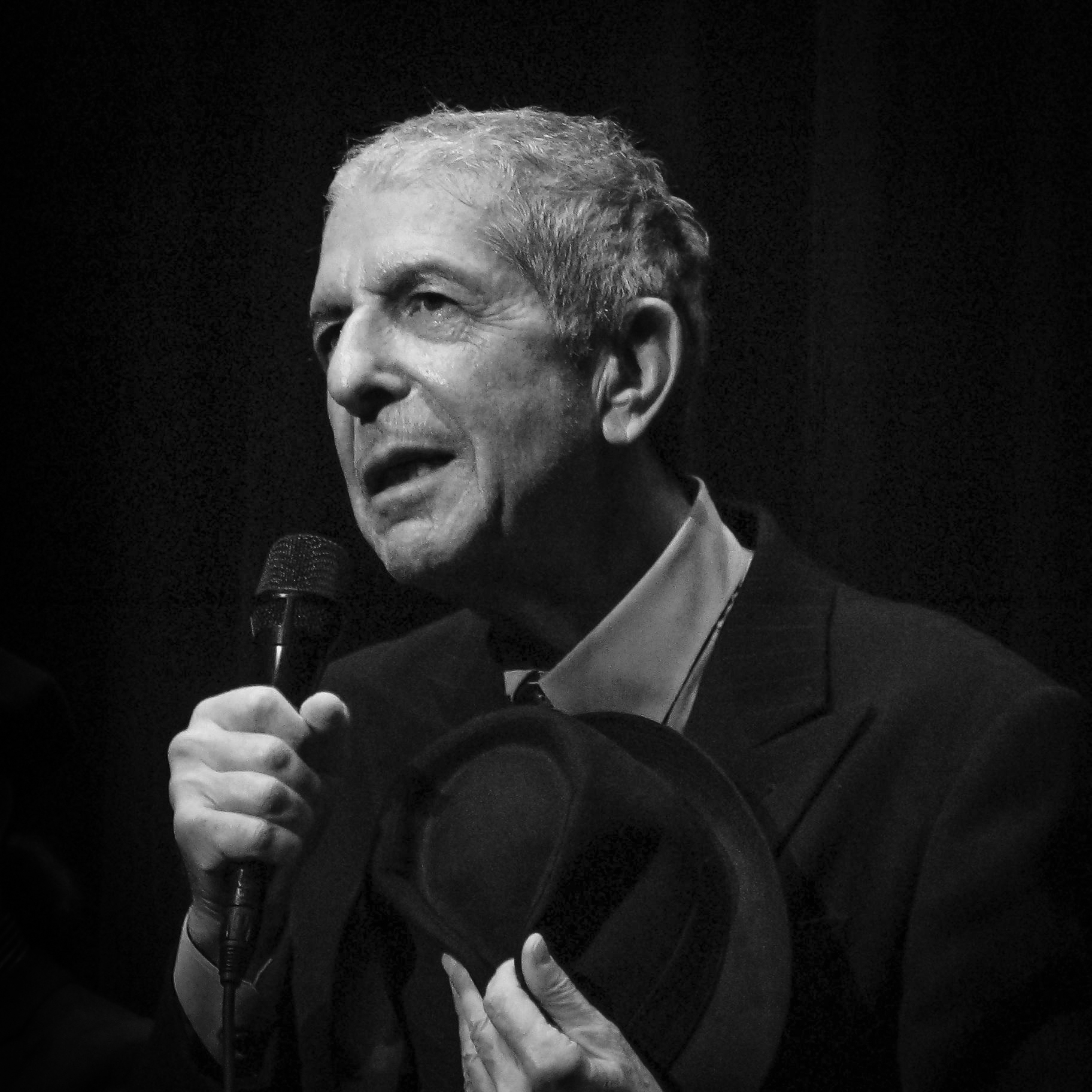
Leonard Cohen en 2009

Book of Longing, traduit en français par Michel Garneau sous le titre Livre du constant désir, est le premier recueil de poèmes publié par Leonard Cohen depuis son Book of Mercy publié en 1984. Il regroupe 167 poèmes écrits par l'auteur durant sa période de retraite spirituelle dans le monastère bouddhiste zen du mont Baldy en Californie entre 1994 et 1999.

## L'œuvre de Philip Glass
En 2006, la rencontre entre Leonard Cohen et Philip Glass a amené le projet commun de mettre en musique les poèmes dans un cycle musical de vingt-deux chansons. Philip Glass fera la première mondiale du Book of Longing le 1er juin 2007 lors du Luminato Festival de Toronto avec le Philip Glass Ensemble dirigé par Michael Riesman et Leonard Cohen récitant.
Les vingt-deux chansons sont :
1. Prologue: I Can't Make the Hills
2. I Came Down from the Mountain
3. A Sip of Wine
4. Want to Fly
5. The Light Came Through the Window
6. Puppet Time
7. G-d Opened My Eyes
8. You Go Your Way
9. I Was Doing Something
10. Not a Jew
11. How Much I Love You
12. Babylon
13. I Enjoyed the Laughter
14. This Morning I Woke Up Again
15. I Want to Love You Now
16. Don't Have the Proof
17. The Night of Santiago
18. Mother Mother
19. You Came to Me This Morning
20. I Am Now Able
21. Roshi's Very Tired
22. Epilogue: Merely a Prayer

## Publications
- Book of Longing, chez McClelland & Stewart, Montréal, 2006 ; réédité chez Ecco, 2007,  (ISBN 006112561X)
- Book of Longing, disque paru chez Orange Mountain Music, 2007, nºOMM0043
- Livre du constant désir, traduction par Michel Garneau, Éditions de l'Hexagone, Coll. « Poésies », Montréal, 2007  (ISBN 9782890067912)
- Le Livre du Désir, traduction de Jean-Dominique Brierre et Jacques Vassal, Le Cherche midi, Paris, 2008  (ISBN 9782749110523)